# Sever de Rustan
Pour les articles homonymes, voir Severus et Saint Sever.
Ne doit pas être confondu avec Sever de Novempopulanie.
Severus (saint Sever ou Sévère) († vers 502) était un grand propriétaire terrien issu de famille noble bigourdane. Ordonné prêtre, il est considéré comme saint par les Églises catholiques et orthodoxes. 
Sa fête a lieu le 1er août.

## Biographie
On connaît quelques éléments de sa vie grâce à Grégoire de Tours dans son ouvrage De gloria confessorum qui louait deux grandes vertus du saint : l'amour de la pauvreté et la charité.
Issu d'une famille aristocratique et doté d'une grande fortune, il est ordonné prêtre au Ve siècle d'une paroisse de Bigorre. Il dépense sa fortune pour nourrir les pauvre,,.
Il fait édifier deux églises distantes d'une trentaine de kilomètres dans deux de ses domaines (à Rustan, aujourd'hui  Saint-Sever-de-Rustan et l'autre à Sexiacum, aujourd'hui probablement Saux). Chaque dimanche il célèbre la messe dans les deux églises, couvrant la route à cheval. Il remplit de reliques de saints. Il aurait placé lui-même son sépulcre dans l'église de Rustan.

## Postérité
Considéré comme saint à sa mort, ses reliques sont apportées dans l'église de Rustan qui change de nom à la suite de cette déposition.
Son tombeau, un sarcophage en marbre noir, attire de nombreux pèlerins et un monastère est fondé à une date incertaine, autour de l’an 800 par des moines bénédictins.
L'abbaye construite autour de son tombeau est détruite plusieurs fois et reconstruite. Sa beauté la fait nommer « le Versailles gascon ». Le cloître est transféré en 1890 dans le jardin Massey à Tarbes,. L'abbaye  de Saint-Sever-de-Rustan est classée au titre des monuments historiques.

## Légende
Il avait pour habitude d'attacher des lys ensemble, au début de leur floraison, et de les accrocher au mur.
Parmi les miracles qui lui sont attribués, le plus célèbre est celui de ces lys desséchés devant son tombeau qui reprennent vie à chaque date anniversaire de sa mort. En 1753, ce miracle était inscrit sur l'abside de l'abbaye de Saint-Sever-de-Rustan.